# Wohnhaus Kabelstraße 12

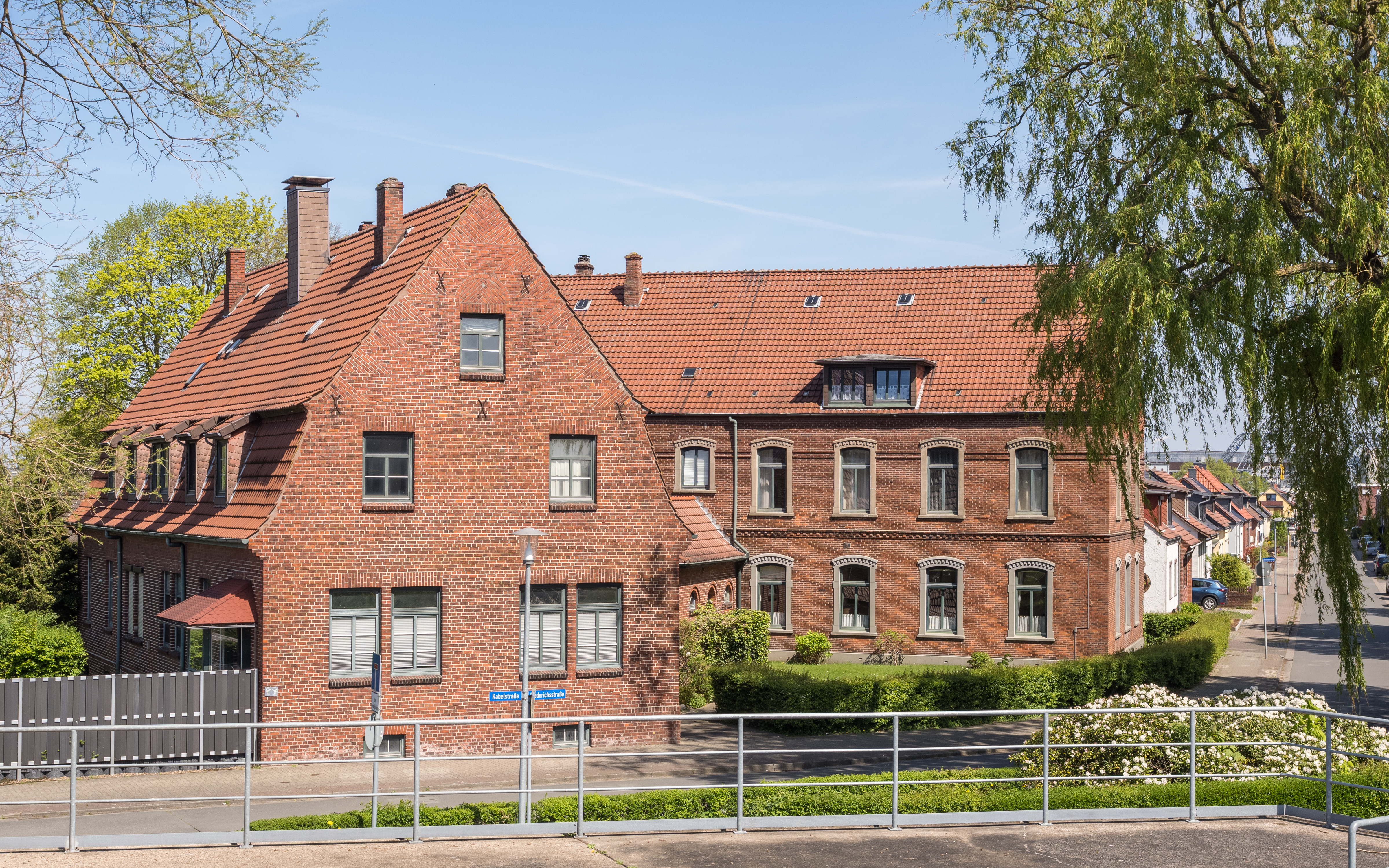
Bauensemble Kabelstraße 12 / Boossstraße 1–3

Das Wohnhaus Kabelstraße 12, Ecke Diederichstraße, im niedersächsischen Nordenham im Landkreis Wesermarsch, stammt vom 20. Jahrhundert.
Aktuell (2023) wird es als Wohnhaus genutzt.
Das Gebäude steht unter Denkmalschutz (siehe auch Liste der Baudenkmale in Nordenham).

## Beschreibung
Das zweigeschossige verklinkerte giebelständige Eckgebäude mit Mansarddach, den eckigen Fenstern und einem eingeschossigen Anbau mit Satteldach, stammt aus den Anfängen des 20. Jahrhunderts von um 1920.
Das Landesdenkmalamt befand zur Bedeutung der Wohnhausgruppe III: „… geschichtlich, städtebaulich … .“ Zur Gruppe gehört auch das benachbarte und baulich verbundene Wohnhaus Boosstraße 1 bis 3.
In den Wohnhäusern wohnten zunächst Mitarbeiter der Norddeutschen Seekabelwerke (NSW), die in Nordenham seit um 1905 ihren Betrieb haben.